# Château de Saint-Jean-de-Chépy
Le château de Saint-Jean-de-Chépy est situé à Tullins, commune du département de l'Isère, dans la région Auvergne-Rhône-Alpes.
Il s'agit d'une ancienne maison forte édifiée durant la seconde moitié du XIIIe siècle et occupée par la famille de Bressieux au XIVe siècle. Profondément remaniée une première fois durant le XVIe siècle, la maison forte prendra au cours du XVIIIe siècle le nom de Château des Cordes, puis son nom actuel. Sa façade sera remaniée au XIXe siècle, puis enfin complètement restaurée en l'an 2000, à partir d'une initiative privée, pour devenir un espace d'organisation d'événements privés et séminaires d'entreprises, de soirées thématiques tels que des cérémonies de mariage. 
Historiquement, ce bâtiment servit de résidence d'été aux seigneurs de Tullins et le domaine fut la possession des familles de Lans et de Bressieu de Cordoue de 1435 à 1827.
Le château a été inscrit partiellement à l'inventaire des monuments historiques le 28 mars 1977 et sa tour sud a été classée à cet inventaire à la même date. Des expositions d'art généralement liées à des sculptures sont organisées dans le domaine.

## Histoire

### Moyen Âge
Selon le guide des châteaux forts de l'Isère, rédigé par Éric Tasset et publié par les éditions Belledone, le château de Saint-Jean de Chépy, à l'origine une simple maison forte dite « des prés », fut construit au XIIIe siècle et aménagé par les seigneurs de Tullins et leurs descendants, notamment, la  famille Bressieu de Cordoue. Il s'agissait alors d'un simple résidence d'été, située à environ deux kilomètres, en contrebas, du bourg de Tullins.

### Les Temps modernes
La maison forte, retouchée en profondeur au XVIe siècle devint un véritable château et pris le nom de château des Cordes au début du XVIIIe siècle. La carte de Cassini éditée en 1747 indique précisément ce nom.

### Époque contemporaine
Le 18 avril 1818, le Moniteur judiciaire de Lyon publie l'annonce de mise en vente de « l'ancien Château de Saint-Jean-de-Chépy » qui est présenté comme une propriété de 6 660 ares (soit 66 hectares), divisé en trois corps de fermes dénommées : La grange des prés, Belair et le domaine du château. L'annonce indique qu'à cette époque, le domaine comprend des prairies bordées de saules, osiers, peupliers et d'aulnes. L'annonce présente également la présence de « terres à chanvres et de terres à blé complantées de treillage, noyers et mûriers ».
En 1852, Auguste Sougey-Avisard, ancien professeur d'allemand au collège royal de Reims fait l'acquisition du château et son domaine. Depuis son bureau du château, il entretiendra une correspondance importante avec de nombreuses personnalités littéraires tels que Sainte-Beuve, le Comte de Gobineau et l'écrivain suisse Henri-Frédéric Amiel, auteur d'un très important journal intime où il relate sa relation épistolaire avec le professeur.
La façade du château a été remaniée au XIXe siècle, puis, une fois acquise par une société privée, l'édifice et ses jardins sont entièrement rénovés et réaménagés en l'an 2000 pour le transformer en site d'accueil de mariages, de séminaires et autres événements privés et publics.

## Toponymie
Une Ecclesia de Chepeia est mentionnée dans le cartulaire de Saint-Hugues. L'église du hameau de Saint-Jean-de-Chépy (qui fut une paroisse durant l'ancien Régime) a cependant disparu.

## Situation et accès
Le château et son  domaine sont situés dans le département français de l'Isère sur le territoire de la commune de Tullins, à l'est de celui-ci, en limite du territoire voisin de la commune de Vourey. Le domaine est bordé par le cours d'eau de la Fure, un affluent de l'Isère.
Le château est relié par un chemin vicinal à la route départementale 1092 qui relie les villes de Romans-sur-Isère et Voiron.
La gare ferroviaire la plus proche est celle de Tullins-Fures est desservie par les trains TER Rhône-Alpes (relation de Valence-Ville à Chambéry - Challes-les-Eaux).

## Description

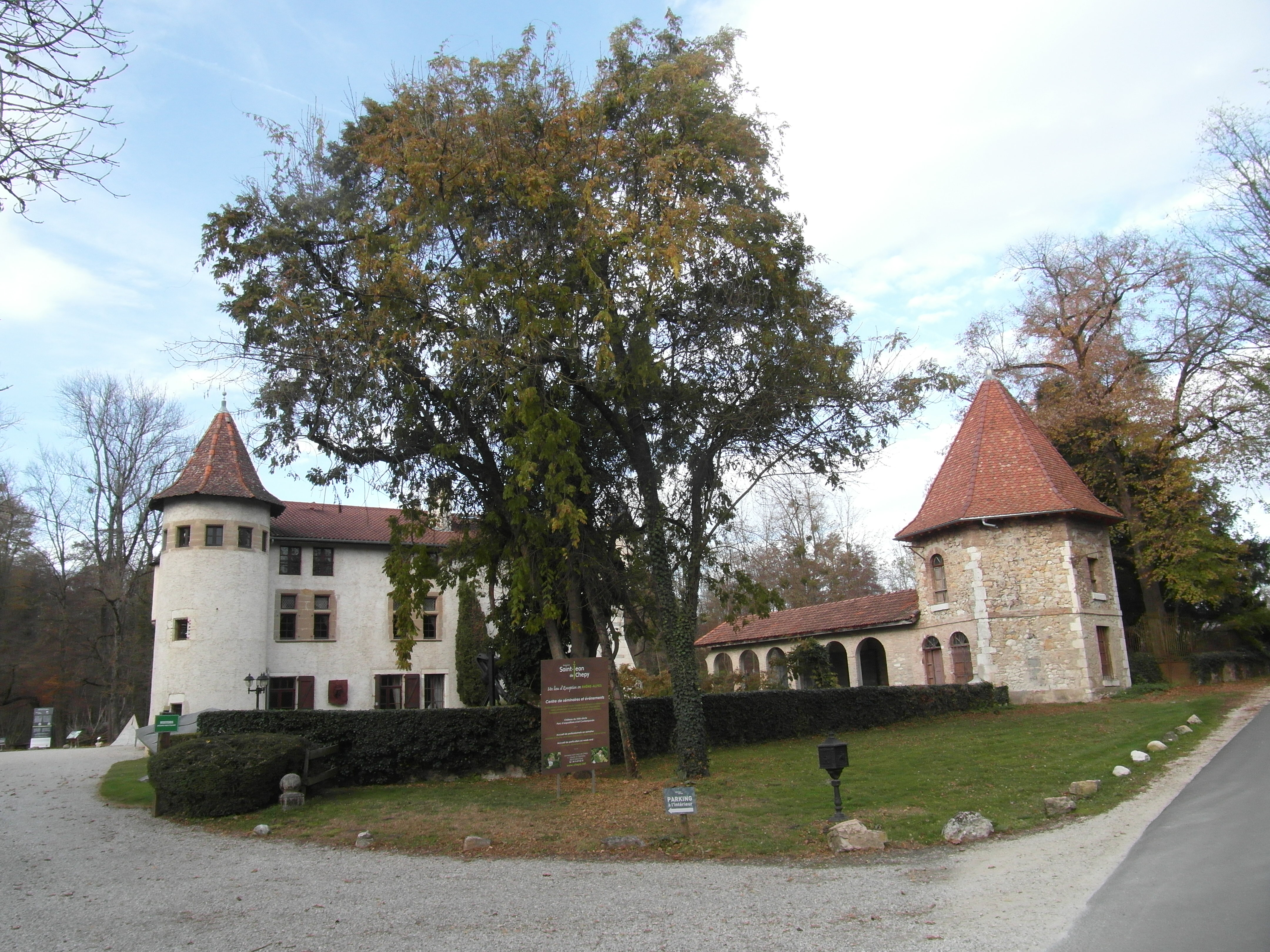
Entrée du domaine du château de Saint-Jean-de-Chépy en novembre 2017.

Alors que la plupart des constructions médiévales de ce type sont destinées à protéger le seigneur et à symboliser son autorité au sein du fief en les édifiant souvent sur une élévation de terre (motte castrale ou féodale), le château de Saint-Jean-de-Chépy est construit sur une langue de sable, à proximité d'une rivière, dans la plaine alluvionnaire de l'Isère.

### Le château
Il s'agit d'un château typique de l'architecture défensive des XIIe et XIIIe siècles avec son plan carré, ses deux tours orientés au nord et au sud . Elles sont toutes les deux, équipées de meurtrières présentant des rainures avec des bouches à feu pour des armes comme des pistolets ou mousquets.
Aux angles est et ouest de ce plan carré, on peut découvrir deux échauguettes, placées en encorbellement et datant d'une époque probablement plus récentes, mais elles possèdent également des meurtrières.
Les fenêtres du bâtiment sont simples et, probablement remaniées, elles ne présentent plus, en 2017, une architecture défensive.

### La tour sud et sa voûte céleste
La tour Sud du sud présente sur le plafond dans la pièce du premier étage une peinture datant du XVIIe siècle représentant les signes du Zodiaque. Celles-ci ont été effectuées à la demande du scientifique Maurice Bressieu.
Restaurée durant l'année 1977, cette œuvre d’art est considérée comme unique en son genre, en France. Elle représente une carte du ciel avec ses douze signes du zodiaque sous forme de constellations. L'œuvre est classée aux Monuments Historiques et continue de faire l’objet d’investigations et de recherche sur les plans historique et artistique.

### Le jardin et le parc
Le domaine du château de Saint-Jean-de-Chépy se présente sous la forme d'un parc de dix hectares avec des prairies et des sous-bois. L'accès du public s'effectue en passant devant le château (bureau d'accueil dans le château).
Le domaine accueille régulièrement des sculptures monumentales exposées en plein air et généralement réalisées lors des symposiums d'artistes (voir sous-chapitre sur le chant des cultures). 
Le parc comprend également un ensemble de petites maisons en bois et une piscine (réservées à la clientèle) et des sites d'activités ludiques, tels que le tir à l'arc et un parcours d'accrobranche.
L'entrée est généralement libre et gratuite mais soumise à autorisation. Le parc et ses jardins sont accessibles aux personnes à mobilité réduite. 
Il existe également une turbine électrique installée sur un bras de la Fure en 1880 afin de produire du courant électrique. Celle-ci est encore visible en 2018.

Quelques vues du domaine de Saint-Jean-de-Chépy en 2017
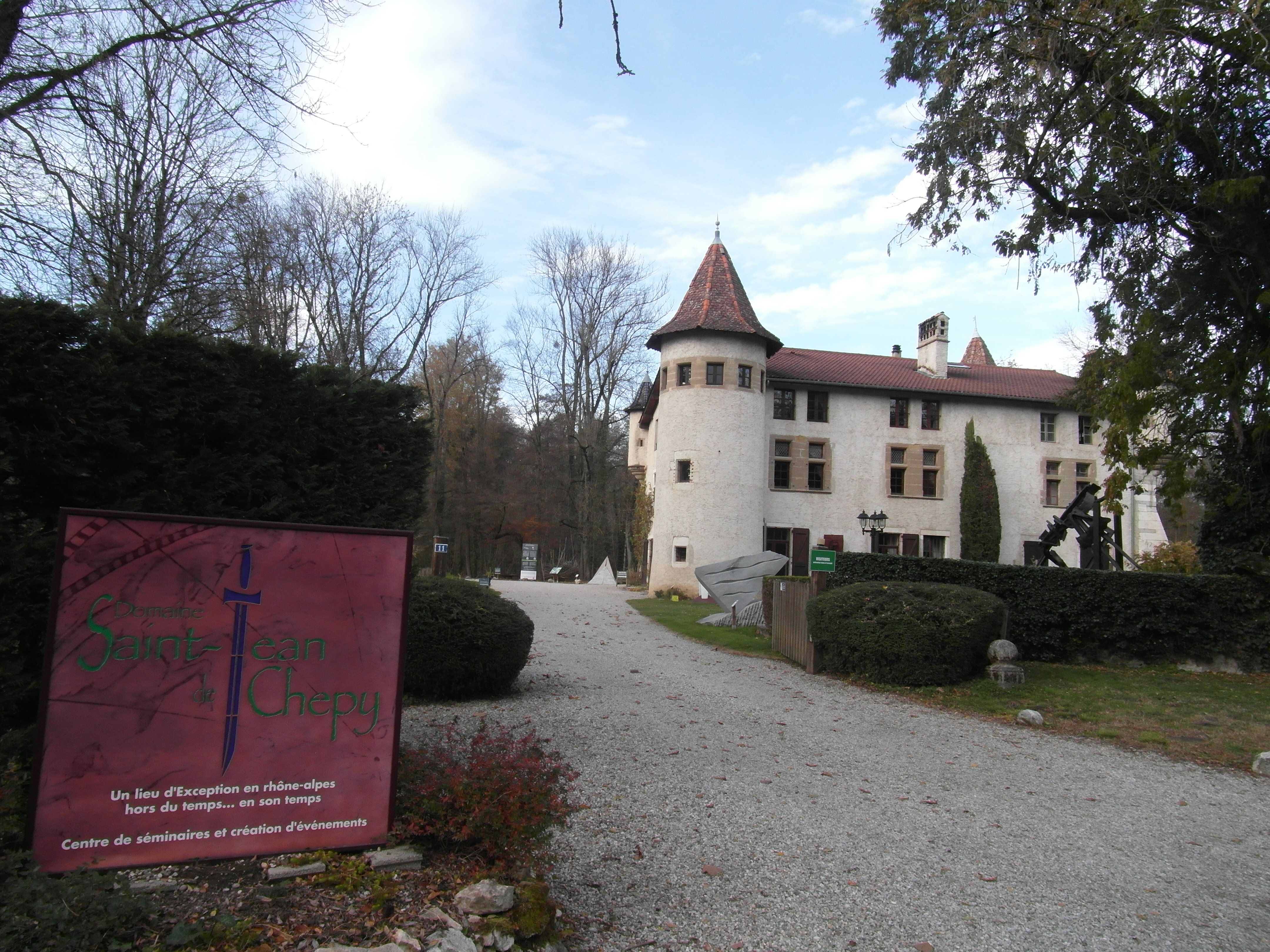
Entrée du domaine.
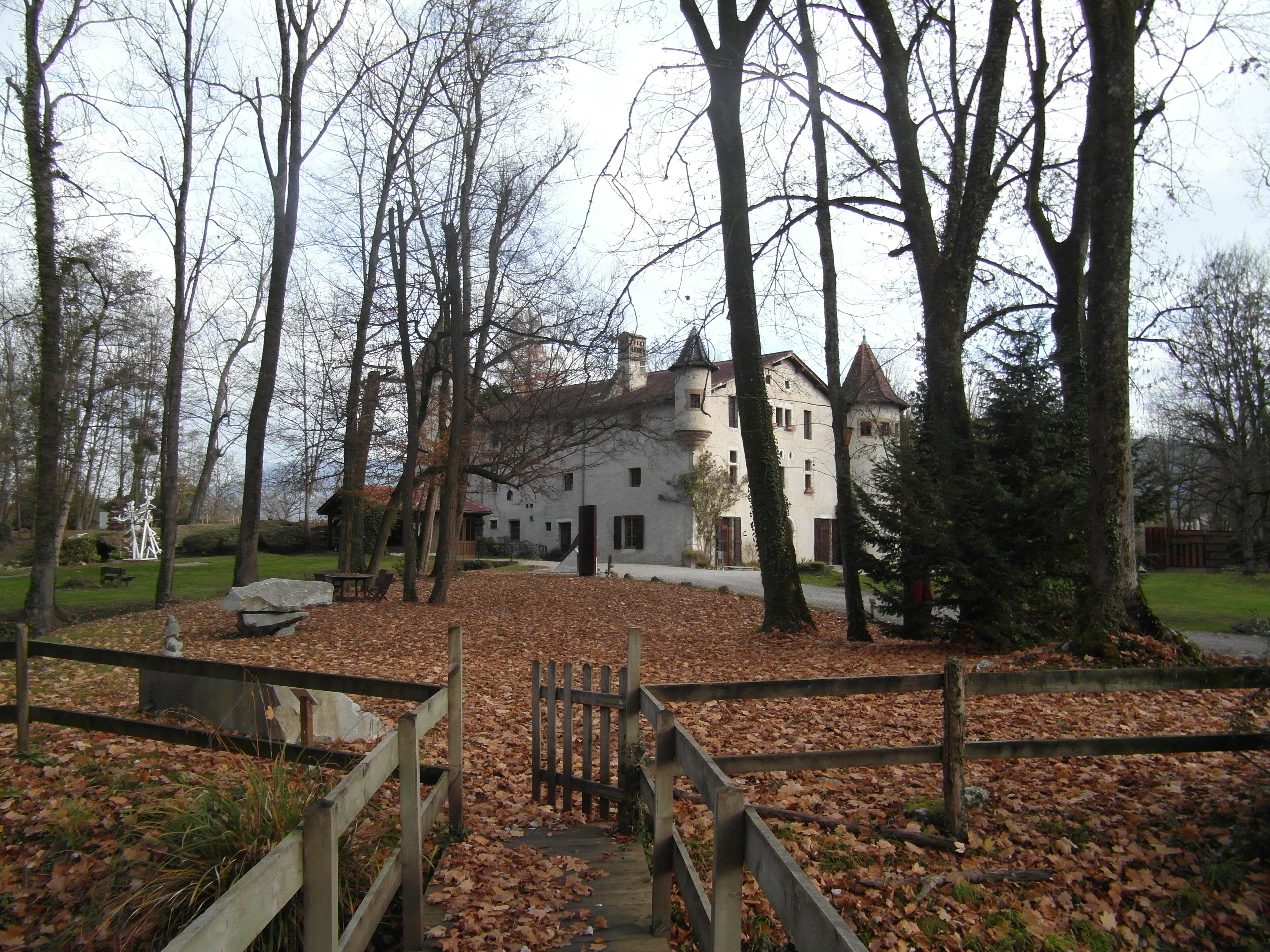
Le château depuis le parc.
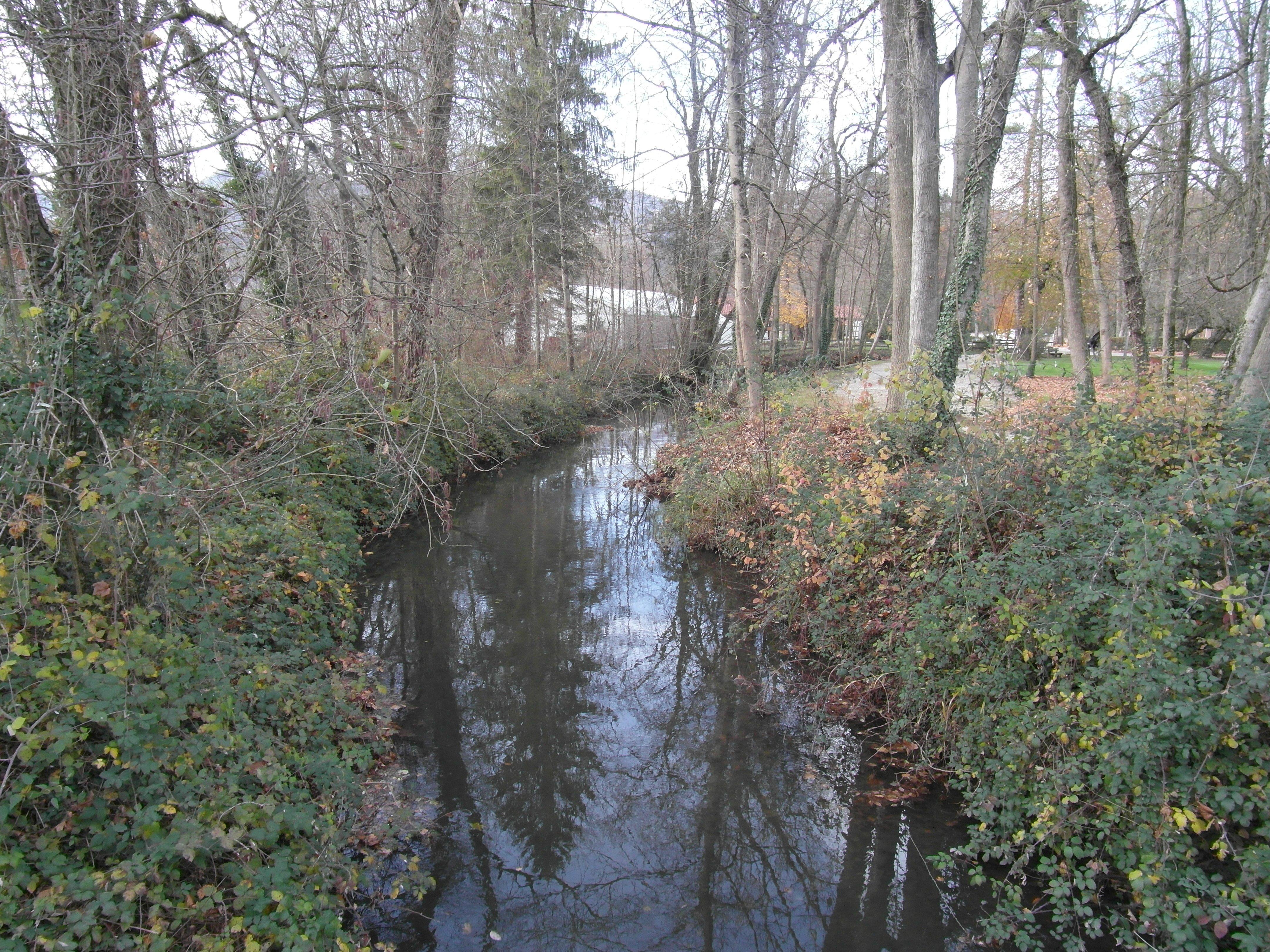
Bras de la Fure.
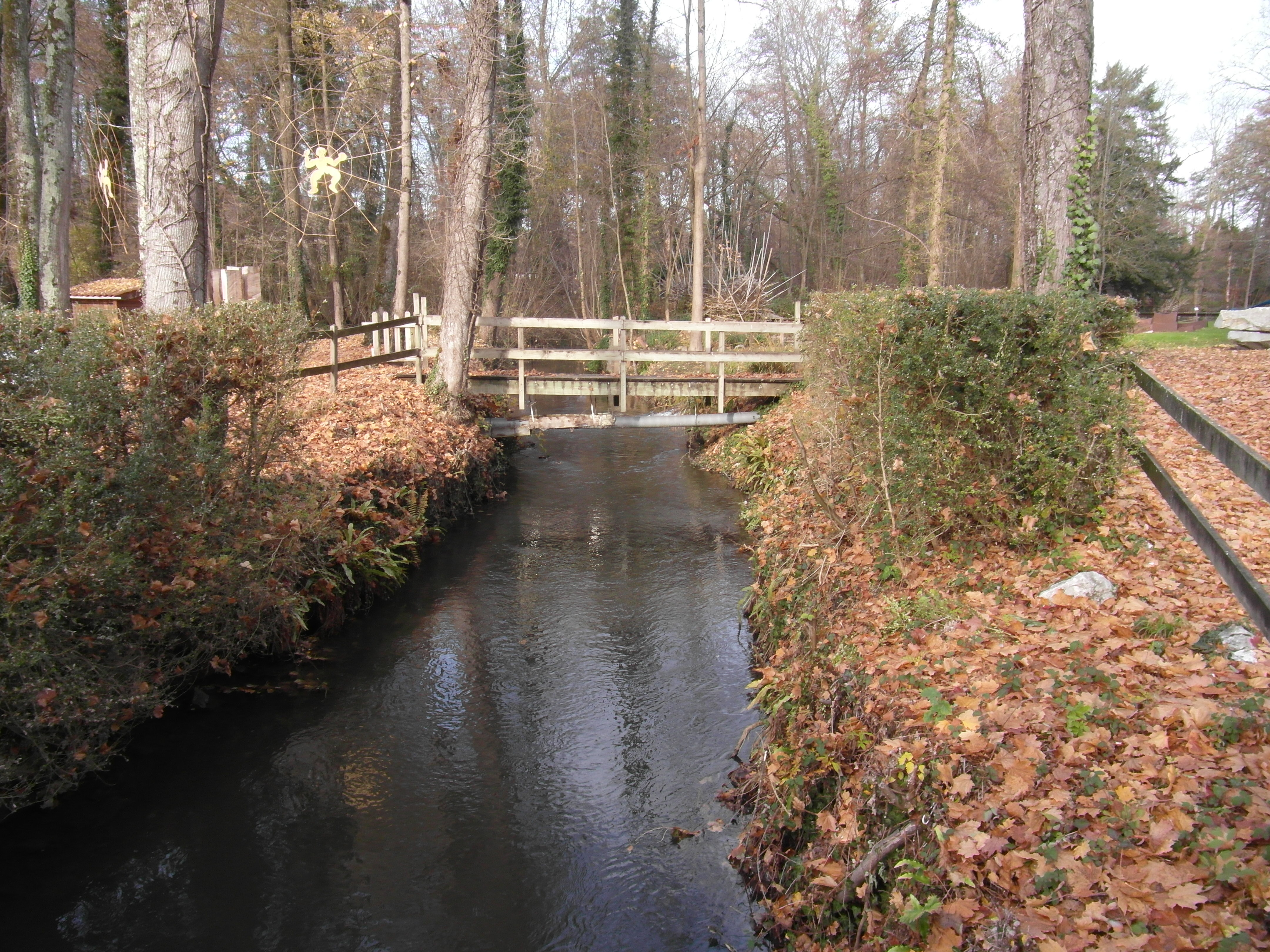
Petit pont dans le jardin.
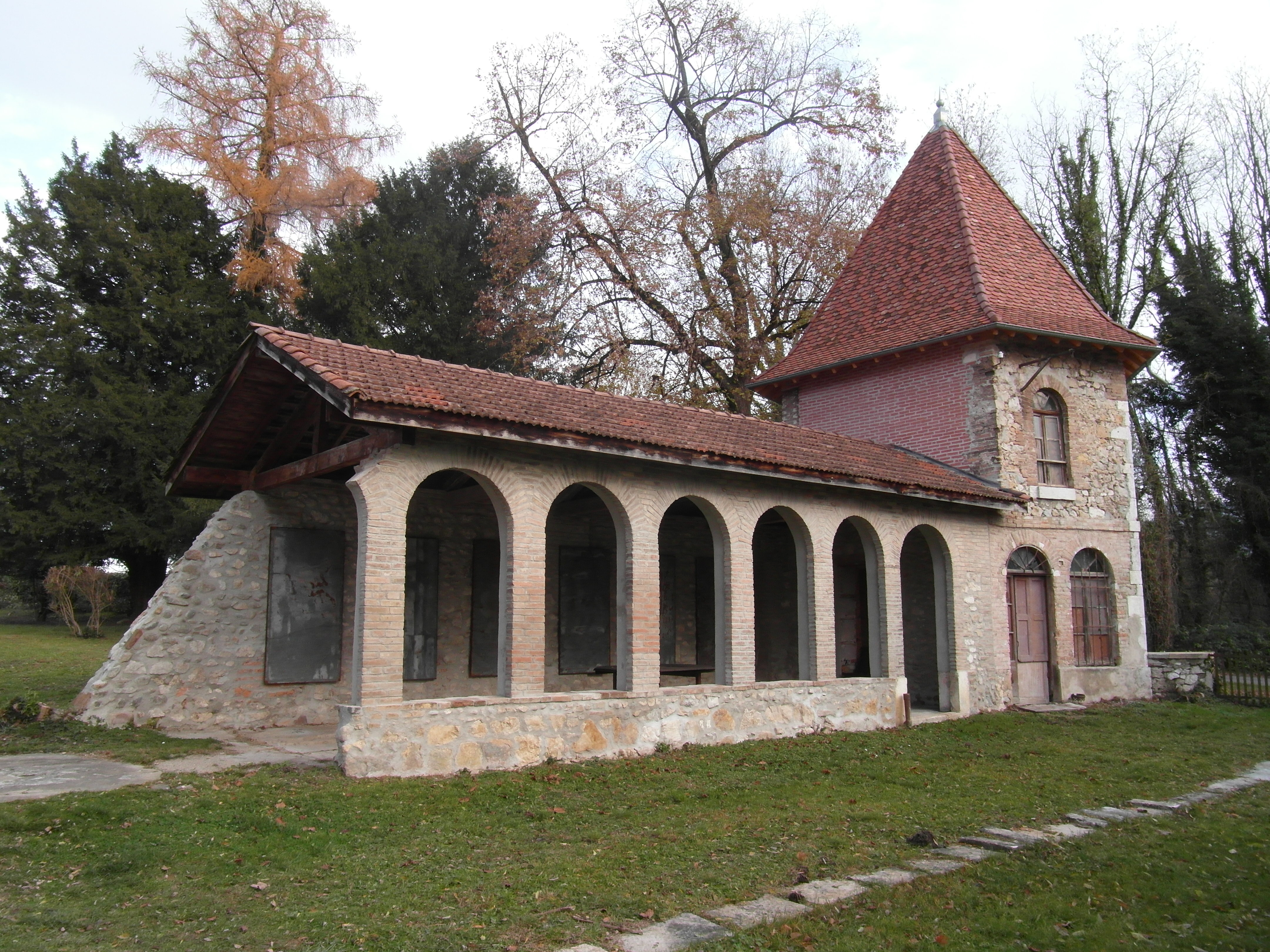
L'orangerie (rénovée)

## Personnalités liées au château
- Maurice Bressieu, né le vers 1546 à Saint-Jean-de-Chépy.

Membre de la famille des Bressieux, seigneurs de Tullins. Mathématicien et humaniste français, professeur au Collège royal, où il est titulaire de la chaire de mathématiques fondée par Pierre de La Ramée, de 1575 à 1586 et ami du poète Ronsard.

## Activité touristique
Géré par Philippe Martinenghi, le Domaine Saint-Jean de Chépy est un lieu de réception et d'organisation d'événements privés, mais aussi un site lié à des événements culturels.
Cette entreprise à vocation commerciale a été récompensée par le Trophée Innovation et Tourisme en 2015 . Des journées « Portes ouvertes » sont organisées au Domaine et permettent de découvrir l'intérieur du château et son environnement. En 2024, celle-ci s'est déroulée le 29 août.

## Activité culturelle

### ArtChépy
L'association des amis du domaine Saint-Jean-de-Chépy (ArtChépy, loi de 1901) est créée en septembre 2008 avec pour buts de promouvoir l’art contemporain et sa diffusion dans la région Rhône-Alpes mais aussi de créer un centre d’art contemporain pour les arts plastiques en organisant des symposiums pour les artistes plasticiens et enfin d'apporter un soutien au développement culturel et touristique de la région.
Les présidences de cette association, depuis la création, ont été assurées par Isabelle Guilbert (2008-2012), Pierre Ostian (2012-†2015), Jeanine Besson (2015-2021), Philippe Gonnet (2021-...) :

### Le chant des sculptures
Les premières Rencontres Saint-Jean-de-Chépy, consacrées aux arts plastiques, sont organisées en 2001 par Henri Martinenghi. En 2005, à l'initiative des sculpteurs dauphinois Raymond Jaquier et Robert Pierrestiger, et du galeriste Jacques Blanchet, une vingtaine d’artistes sont invités à présenter des œuvres dans le cadre du parc du château. En 2007, le symposium, « Chemin de vie » réunit une quinzaine d'artistes qui créent des œuvres originales sur site. En 2008, Henri Martinenghi et Raymond Jaquier créent "Le Chant des Sculptures" dans le parc du château pour présenter les œuvres réalisées in situ et des œuvres en dépôt. Depuis lors, l'association ArcChépy organise, au cours de l'été, un symposium annuel  de sculptures. Les œuvres rejoignent « Le Chant de Sculptures » qui rassemblait, fin 2018, plus de 50 sculptures monumentales.

## Activité écologique
- Les ruchers du domaine

Plusieurs dizaines de ruches ont été installées dans le domaine, au bord de la Fure. Les entreprises partenaires du domaine peuvent parrainer le développement d’une ruche et d’en faire un emblème de leurs engagements pour l’environnement. Chaque année, ces entreprises pourront, si elles le souhaitent, offrir à leurs clients fidèles un pot de miel de la ruche du site.
Le gestionnaire du domaine a inscrit cette activité dans une démarche écologique afin de favoriser « favoriser le lien entre nos membres et diffuser une image constructive du développement durable et de l’environnement ».